# Actinodura
Actinodura is een geslacht van zangvogels uit de familie Leiothrichidae. Het geslacht telt negen soorten.

## Soorten
- Actinodura cyanouroptera – Blauwvleugelminla
- Actinodura egertoni  – Grijskopstreepvleugel
- Actinodura morrisoniana  – Taiwanstreepvleugel
- Actinodura nipalensis  – Nepalese streepvleugel
- Actinodura ramsayi  – Brilstreepvleugel
- Actinodura sodangorum  – Zwartkruinstreepvleugel
- Actinodura souliei  – Tonkinstreepvleugel
- Actinodura strigula  – Ornaatminla
- Actinodura waldeni  – Yunnanstreepvleugel